# يغيت أصلان
يجيت أصلان (من مواليد 11 مارس 2003) هو سباح تركي يتنافس في مسابقات السباحة الحرة. حصل على حصة لدورة الألعاب الأولمبية الصيفية 2020.